# 27 Canis Majoris
27 Canis Majoris (27 CMa / HD 56014 / HR 2745) es un sistema estelar en la constelación del Can Mayor de magnitud aparente media +4,66. Se encuentra a unos 1590 años luz de distancia del sistema solar.
La componente primaria, 27 Canis Majoris A, es una gigante azul de magnitud aparente +4,9. Además es una binaria espectroscópica con un período orbital de 6,28 horas.
La componente secundaria, 27 Canis Majoris B, está separada de la componente principal 0,1 segundos de arco y tiene un período orbital de 31 años. De magnitud +5,4, es una estrella variable eruptiva del tipo Gamma Cassiopeiae. Ello hace que el brillo del sistema fluctúe entre +4,42 y +4,82, recibiendo la denominación de variable EW Canis Majoris. Al igual que otras variables de esta clase, está catalogada como una estrella con envoltura.
El tipo espectral conjunto de 27 Canis Majoris es B3IIIe y su luminosidad bolométrica —en todas las longitudes de onda— es 15.600 veces superior a la luminosidad solar.
Su temperatura efectiva calculada es de 17.100 K.
La velocidad de rotación medida es de 290 km/s, constituyendo este valor un límite inferior.
Presenta una metalicidad —abundancia relativa de elementos más pesados que el helio— significativamente inferior a la solar ([M/H] = -0,47 ± 0,18). 
La edad del sistema se estima en 23 millones de años.